# Horacio Seguí López
Horacio Seguí López   (Barcelona, 5 d'abril de 1930 - 18 de gener de 2024) era un fotògraf i fotoperiodista català.
Va treballar al Banco Hispano Americano fins al 1963 i es va iniciar en el món de la fotografia de manera autodidàctica. Durant la dècada de 1960 fou reporter gràfic en revistes com Sábado Gráfico, Discóbolo i Velocidad, entre d'altres. Va ser molt conegut per les seves fotografies del món de l'esport, especialment del futbol, però també va cobrir molts esdeveniments musicals i festivals. Així, cobrí festivals de música de l'època com el Festival de la cançó de Sanremo, el Festival de la Cançó Mediterrània o el Festival de la Cançó d'Eurovisió. Seves són les fotografies de Massiel entonant el La la la, que guanyaria aquella edició del concurs a Londres, el 1968. En el seu extens arxiu fotogràfic hi ha retrats d'estrelles com The Beatles, Núria Feliu, el Dúo Dinámico o Joan Manuel Serrat, entre molts altres.
Fundà el seu laboratori fotogràfic (1968-95) i s'especialitzà en fotografia esportiva. Feu el seguiment de diversos equips catalans de futbol i bàsquet, així com d'altres esports com ciclisme, automobilisme, rugbi, natació o waterpolo, a voltes amb la col·laboració del seu germà Rafael. Va realitzar múltiples exposicions, i part del seu fons està dipositat al FC Barcelona i a l'Arxiu Nacional de Catalunya. Col·laborà en publicacions com Mundo Diario, Dicen, Record, Barça i R.B. Fou fundador de l'Associación Nacional de Informadores Gráficos de Prensa, que presidí a Catalunya (1978-89). Rebé diversos premis, entre els quals destaquen el del Saló de l'Automòbil (1976, 1977, 1981) pels treballs a la revista Velocidad.
Entre la seva activitat professional destaca el recull de la història del FC Barcelona en imatges des de 1963 i fins al 2003. Durant aquest temps va arribar a acumular al voltant de 250.000 fotografies de temàtica blaugrana. Les seves imatges han estat publicades en nombroses publicacions en sèrie i monografies entre les quals destaquen la Revista Barça i la Revista Barcelonista. L'agència de Seguí fou qui realitzà la fotografia més icònica de Johan Cruyff en un partit contra l'Atlètic de Madrid la temporada 1973-74. Aquest gol va ser batejat com El gol impossible i va suposar el sobrenom d'Holandès Volador a l'estrella de l'equip. Al realitzar-se la fotografia el germà de Seguí, Rafa Seguí, sempre en va defensar l'autoria però el germà gran i persona capdavantera de l'agència ho va negar sempre fins a l'any 2022, 49 anys després de realitzar-se la fotografia, quan va admetre les raons del seu germà i en va reconèixer l'autoria.
La seva trajectòria com a fotoperiodista fou recollida en un llibre publicat el 2017 per l'editorial Base, que compta amb els textos del periodista Toni Vall: La meva vida en un 'clic'.
El fotoperiodista va exposar el seu llegat fotogràfic el passat mes de novembre de 2021 al Col·legi de Periodistes de Catalunya.